# Sylva Balassanian
Sylva Balassanian, se faisant également appeler Lady Sylva, est une pianiste, chanteuse, autrice et compositrice d'origine arménienne née au Liban le 29 octobre 1964.
Elle habite à Montréal.

## Biographie
Sylva Balassanian est née le 29 octobre 1964,[réf. souhaitée] au Liban, elle est d'origine arménienne,. Elle quitte le Liban pour étudier à Paris alors qu'elle est encore adolescente.
Elle est diplômée de l'École Normale de Musique de Paris où elle a acquis une formation de pianiste professionnelle.
Dès son plus jeune âge elle s’intéresse au piano et au chant. Elle a étudié le piano avec Michèle Boegner et Germaine Mounier comme professeurs.  Elle accompagne sur scène des personnalités connues comme Charles Aznavour, Gilbert Bécaud, Georges Moustaki ou Jean Ferrat dans leurs tournées au Liban et participe au Festival international de la chanson de Sopot.
Elle a immigré au Canada où elle a choisi de vivre et où elle enseignait comme professeur de musique à l'université de du Québec. 
Son album Souffles d'Orient a été nommé dans la catégorie Album de l'année - Musiques du monde au gala de l'ADISQ.
Son dernier projet, l’EP À mon père s’est dévoilé lors d’une soirée au cours de laquelle, un bon ami à elle lui remémore le souvenir déchirant de l’exode de son père de l’Arménie vers le Liban. Les premiers mots qui lui viennent donneront lieu à la première chanson de ce nouveau disque, Arrêtons, arrêtons ! sortent comme un cri du cœur et le refrain du titre-phare de son EP, À mon père, est né.

## Discographie
- 2002: Souffles d'Orient (réalisation: Clode Hamelin, Disques Artic, Distribution Select). Nommé au gala de l'ADISQ 2003 pour l'album de l'année dans la catégorie Musiques du Monde.
- 2002: Dodo la planète do (artistes variés, en collaboration avec le groupe Hart Rouge)[7]
- 2003: Dodo la planète do 2
- 2005: Ya laure, version dance (Vortek records)
- 2015: Lady Sylva[8]
- 2021: À mon père[9]

## Filmographie
- 2004 : A Different Loyalty (Secrets d'État en version française) (réalisation : Marek Kanievska, avec Sharon Stone et Rupert Everett) - la chanteuse arabe

## Vidéo-Clip
- 2021: À mon père, premier single de l'EP éponyme

## Concerts et spectacles
- Chanteuse soliste, accompagnatrice et première partie des spectacles de Georges Moustaki, Jean Ferrat, Gilbert Bécaud et Charles Aznavour au Liban[4].
- Chanteuse soliste accompagnée par l'Orchestre philharmonique de Varsovie au Festival international de la chanson de Sopot (Pologne)[1]
- 2000-2001: Harmonies d'Orient

Spectacle présenté à Montréal dans le cadre du Festival du monde arabe, au Festival de musique et de films du monde arabe de Gatineau.
- 2002-2005: Souffles d'Orient Spectacle présenté à Montréal (Place des Arts, Le Lion d'Or), Québec (Grand Théâtre)[11], Halifax et Gatineau.
- 2014 Festival Orientalys à Montréal[12]
- 2015 Lady Sylva, Série de spectacles à Montréal[13], Théàtre Outremont[8], Festival Séfarad à Montréal[14].
- 2017 Lion d'Or[13] (Participation du CALQ)
- 2019 : Petit Théâtre de Québec - Québec[15]